# Мооре
Моо́ре (море́, моші, моссі) — мова, поширена в Буркіна-Фасо серед народності моссі (моші). Кількість носіїв — близько 5 мільйонів у Буркіна-Фасо, близько 50 тисяч у Беніні, Кот-д'Івуар, Гані, Малі й Того. Мова включає кілька діалектів: саремде, таоленде, яадре, уагадугу, яанде, заоре та яна. Відіграє значну роль у Буркіна-Фасо як друга мова.
Родинна та взаємно зрозуміла з мовою дагбані, яка поширена на півночі Гани.
Є тоновою мовою.